# Comuna 12 (Cali)
La Comuna 12 es una subdivisión administrativa de la ciudad de Cali (Colombia). Se encuentra en la zona centro de la ciudad. Limita por el norte con la comuna 8, al oriente con la comuna 13 y por el sur oriente con la comuna 11.

## Barrios
La comuna está compuesta por 12 barrios, urbanizaciones o sectores; que corresponde al 4,8% del total de barrios de la ciudad. Por otro lado, esta comuna posee 359 manzanas, el 2,6% del total de manzanas en toda la ciudad.
Los barrios son: 
| - Villanueva - Asturias - Eduardo Santos - Alfonso Barberena A. - El Paraíso - Fenalco Kennedy | - Nueva Floresta - Julio Rincón - Doce de Octubre - El Rodeo - Sindical - Bello Horizonte |

## Población
La comuna 12, según el censo de población de 2005, posee el 3,3% de la población total de la ciudad, es decir 67.638 habitantes, de los cuales el 47,9% son hombres (32.371) y el 52,1% restante mujeres (35.267). Esta distribución de la población por género es similar a la que se presenta para el consolidado de Cali (47,1% son hombres y el 52,9% mujeres).
El número de habitantes por hectárea –densidad bruta- es de 290,4, por encima del promedio municipal de 201,1 habitantes por hectárea; a pesar de que la comuna es la de menor área se encuentra densamente poblada.

## Características
La comuna 12 cubre el 1,9% del área total del municipio de Santiago de Cali con 232,9 hectáreas, es decir, la comuna de menor área de la ciudad. Esta comuna concentra el 3,3% de la población total de la ciudad en un área que corresponde al 1,9% de la ciudad lo cual implica una densidad que se ubica por encima del promedio de la ciudad.
Esta comuna cuenta con 10.177 predios construidos, representando el 1,6% del total de predios de la ciudad. Existen en esta comuna un total de 14.829 viviendas que corresponden al 2,9% del total municipal. Así, el número de viviendas por hectárea es 63,6, cifra superior a la densidad de viviendas para el total de la ciudad que es de 41,6 viviendas por hectárea.

## Estratificación
En la comuna 12, tenemos que el estrato más común es el 3 (estrato moda), igual que el estrato moda para toda la ciudad. En los estratos 2 y 3 se concentra el 100% de todas las manzanas de la comuna.

## Salud
La comuna posee un puesto de salud y dos centros de salud y asistencia básica, y ella no cuenta con centros hospitalarios ni clínicas.